# Brachycnephalia brasiliensis
Brachycnephalia brasiliensis là một loài ruồi trong họ Tachinidae.